# Johann Georg Böschenstein
Johann Georg Böschenstein (* 3. November 1804 in Stein am Rhein; † 14. Mai 1885 ebenda) war ein Schweizer Politiker und Richter.

## Biografie

Sitzung der Tagsatzung in 1847: Regierungsrath Böschenstein Mitte links von hinten (Nr. 13)

Der Sohn eines Küfers war Inhaber der Spezerei- und Kolonialwarenhandlung «Zum Steinadler» in Stein am Rhein. Von 1834 bis 1836 war Böschenstein Richter am Schaffhauser Kantonsgericht, von 1835 bis 1839 am Obergericht. Seine politische Karriere begann 1834 mit der Wahl in den Kantonsrat, ab 1839 amtierte er als Regierungsrat und präsidierte diesen mehrere Male. Zwischen 1841 und 1848 vertrat er den Kanton Schaffhausen mehrmals als Tagsatzungsabgesandter; dabei sprach er sich für die gewaltsame Auflösung des Sonderbunds aus.
Böschenstein gehörte jener Kommission an, welche die Bundesverfassung von 1848 ausarbeitete. Bei den ersten gesamtschweizerischen Wahlen wurde er im Oktober 1848 in den Nationalrat gewählt, er trat jedoch bereits zu Beginn des Jahres 1850 zurück. Böschenstein unterstützte die Dampfschifffahrt auf dem Rhein und war von 1862 bis 1866 Mitglied des Verwaltungsrates der Schweizerischen Nordostbahn. Schaffhauser Regierungsrat blieb er ebenfalls bis 1866.